# 始袋剑虎属
始袋剑虎属（学名：Eomakhaira）为原袋犬科的一个属。

## 下属物种
本属包括以下物种：
- Eomakhaira molossus Engelman et al., 2020[2]